# 유로비전 송 콘테스트 2009

녹색은 참가국, 빨강은 결승으로 진출하지 못한 나라, 노랑은 과거에 출전했으나 2009년에 참가하지 못한 나라를 가리킨다.

유로비전 송 콘테스트 2009(영어: Eurovision Song Contest 2009)는 제54회 유로비전 송 콘테스트이다. 2008년 콘테스트에서 러시아가 우승함에 따라 러시아가 주최하게 되었다. 2009년 5월 12일부터 16일까지 러시아 모스크바 올림픽 스타디움에서 개최되었다.
이 콘테스트에서는 노르웨이의 알렉산드르 리박이 492점 중 387점의 최고 기록(전 최고 기록에 비해 95점 앞선 기록)을 세우며 Fairytale이라는 자신의 곡으로 우승을 차지했다. 그 전까지 최고 점수는 2006년 핀란드의 292점이 된다. 2위는 아이슬란드가, 3위는 아제르바이잔이, 4위는 터키, 5위는 영국이 차지했다. 이는 2002년 콘테스트 이후로 해당 국가들의 최고 기록이다.
2007년 콘테스트 이후로 투표 체계의 비평이 일자, 준결승 형식은 그대로 유지하되 전화투표와 더불어 국가 배심제를 다시 도입하여 투표 과정의 변화를 꾀했다. 42개국이 이 콘테스트에 참가하였다.